# Amorebieta
Amorebieta (baskiska: Zornotza, Amorebieta-Etxano) är en kommunhuvudort i Spanien.   Den ligger i provinsen Bizkaia och regionen Baskien, i den norra delen av landet, 300 km norr om huvudstaden Madrid. Amorebieta ligger 70 meter över havet och antalet invånare är 17 842.
Terrängen runt Amorebieta är huvudsakligen kuperad. Amorebieta ligger nere i en dal. Runt Amorebieta är det tätbefolkat, med 659 invånare per kvadratkilometer. Närmaste större samhälle är Bilbao, 16,3 km väster om Amorebieta. I omgivningarna runt Amorebieta växer i huvudsak blandskog.